# Milcíades Martinessi
Milcíades Miguel Martinessi Real (Asunción, 3 marzo 1947 – 28 dicembre 2019) è stato un cestista paraguaiano.
Era il fratello di José Martinessi.

## Carriera
Con il Paraguay ha disputato i Campionati del mondo del 1967, segnando 31 punti in 8 partite.